# Centre commercial de Kaivoksela
Le centre commercial de Kaivoksela  (anglais : Kaivokselan ostoskeskus) est un centre commercial situé dans le quartier de Kaivoksela à Vantaa en Finlande.

## Le centre
Le centre commercial de Kaivoksela a ouvert à Noël 1962 et achevé dans sa forme définitive en 1965.
Le centre commercial a été conçu par l'architecte Aarne Ehojoki.
À son ouverture, le centre commercial était le premier de Vantaa et également l'un des plus grands centres commerciaux de la région.
Il abritait alors quatre magasins, et les autres services étaient des banques, une librairie, un magasin de chaussures, un magasin de vêtements, un magasin de jouets et une clinique médicale privée à côté.
En plus de Kaivoksela, le centre commercial desservait aussi le quartier de Myyrmäki, jusqu'en 1967, quand le quartier de Myyrmäki a ouvert son propre centre commercial à Louhela.
Les années de la dépression économique du début des années 1990 en Finlande et l'ouverture du centre commercial Myyrmanni en 1994 ont vidé le centre commercial de Kaivoksela. Aujourd'hui, le centre abrite principalement des restaurants, des bars et une société de location de vidéos.
En 2004, un incendie s'est déclaré dans le centre commercial, qui a détruit le bâtiment commercial du côté nord du centre commercial.
Le centre commercial Kaivoksela est considéré comme un monument d'importance régionale en termes de valeur historique architecturale.

## Transports publics
Les itinéraires des lignes de transports en commun suivantes passent par la destination Kaivoksela Ostari:
- Autobus : 30, 335, 400, 560
- Trains : I, P

## Galerie

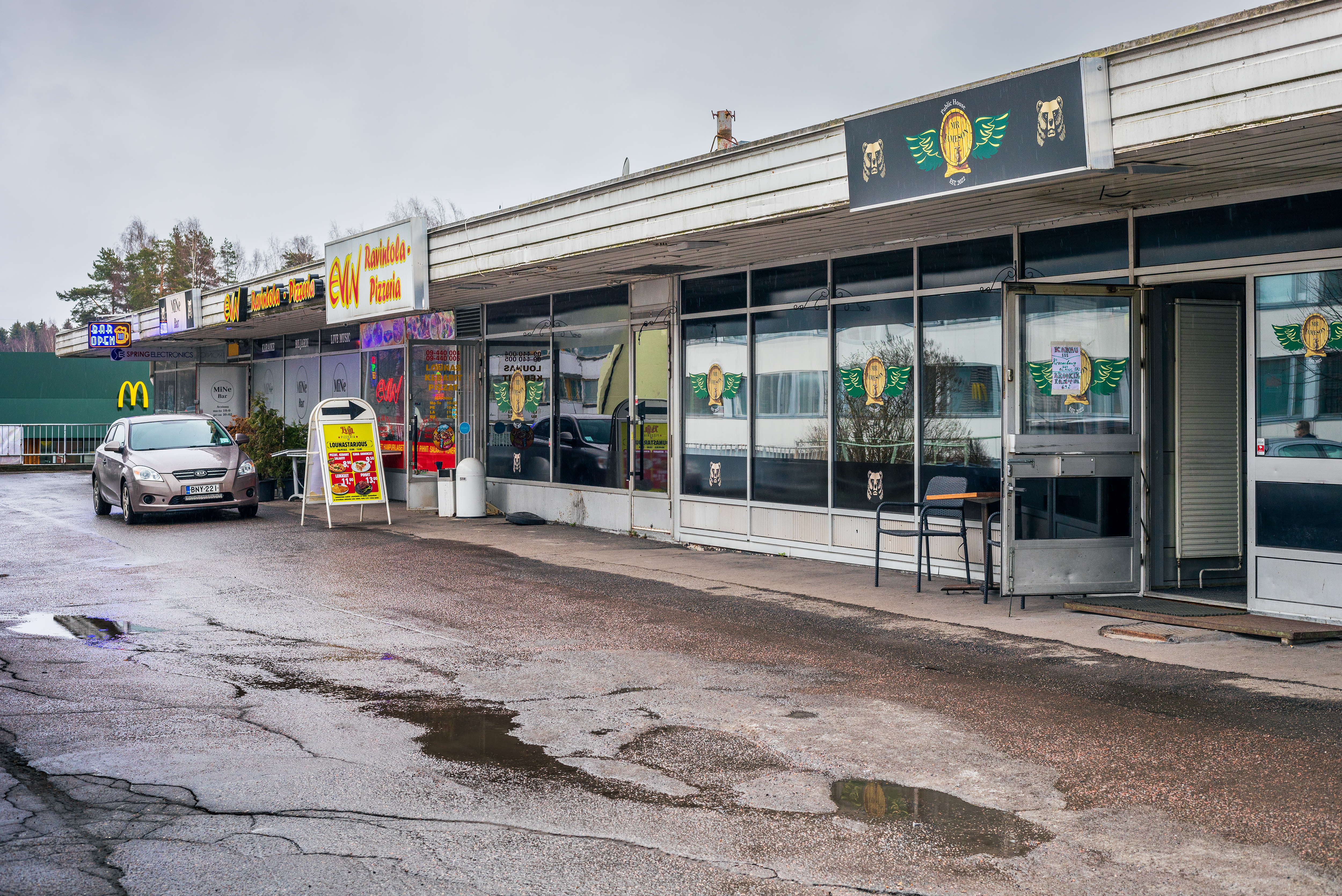
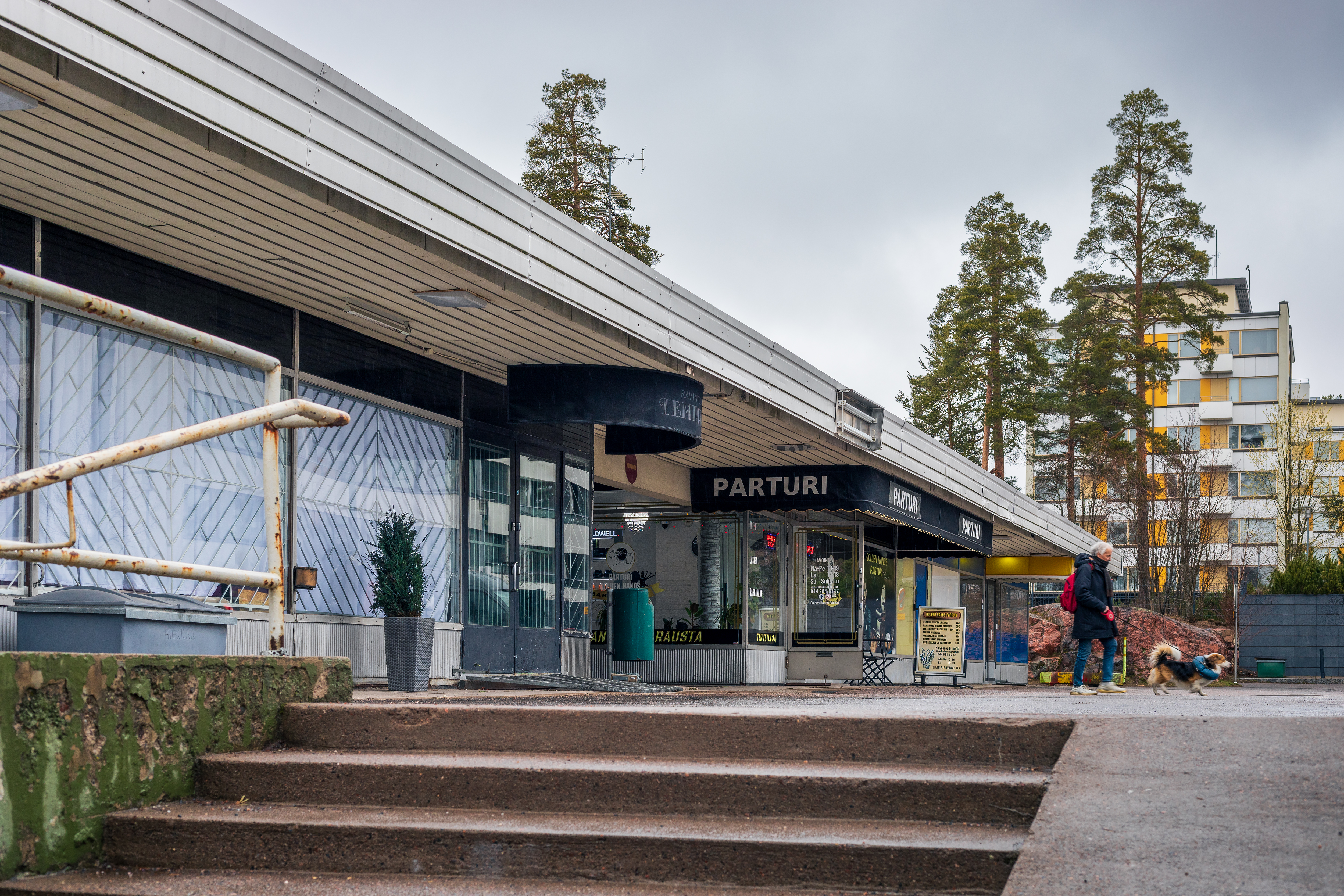